# Henrietta av Nassau-Weilburg
Henrietta av Nassau-Weilburg, född 30 oktober 1797 i Bayreuth, död 29 december 1829 i Wien, var en österrikisk ärkehertiginna, gift 1815 i Weilburg med Karl av Österrike-Teschen. Hennes make var framgångsrik general i Napoleonkrigen mot Napoleon I.

## Biografi
Henrietta föddes på slottet Eremitaget nära staden Bayreuth som dotter till Fredrik Vilhelm av Nassau-Weilburg och Isabella av Sayn-Hachenburg-Kirchberg.
Henrietta var kalvinist och den första protestanten som gifte in sig i huset Habsburg utan att konvertera. Maken byggde slottet Weilburg åt henne vid den österrikiska staden Baden och äktenskapet beskrivs som lyckligt. Hon avled hastigt i röda hund. Vid sin död blev hon den första protestant som begravdes i Habsburgs kejserliga gravkapell.
Henrietta var den första att införa julgranen i det romersk-katolska Österrike.

## Barn
1. Maria Theresia av Österrike (1816–1867) gift med Ferdinand II av Bägge Sicilierna (1810–1859)
2. Albrecht av Österrike-Teschen, hertig av Teschen (1817–1895) gift med Hildegard av Bayern (1825–1864)
3. Karl Ferdinand av Österrike (1818–1874) gift med Elisabeth Franziska av Österrike (1831–1903)
4. Fredrik Ferdinand av Österrike (1821–1847) ogift
5. Rudolf av Österrike (född och död 1822)
6. Maria Carolina av Österrike (1825–1915) gift med Rainier av Österrike (1827–1913)
7. Wilhelm Frans av Österrike (1827–1894) ogift